# Luruaco
Luruaco là một khu tự quản thuộc tỉnh Atlántico, Colombia. Thủ phủ của khu tự quản Luruaco đóng tại Luruaco Khu tự quản Luruaco có diện tích 246 ki lô mét vuông. Đến thời điểm ngày 28 tháng 5 năm 2005, khu tự quản Luruaco có dân số 18046 người.